# Inti-Illimani 3 - Canto de pueblos andinos
Inti-Illimani 3 - Canto de pueblos andinos è un album del gruppo musicale cileno Inti-Illimani, pubblicato nel 1975. È il loro terzo album pubblicato in Italia. 

## Descrizione

### Registrazione
Registrato nel febbraio del 1975, questo disco è costituito esclusivamente da brani già pubblicati dal gruppo in album precedenti, in gran parte provenienti da Inti-Illimani e Canto de pueblos andinos vol. 1. Il gruppo prosegue qui il progetto di reincisione dei più significativi brani registrati prima del golpe di Augusto Pinochet e che pensavano oramai non più recuperabili.
Nel periodo che va dalla fondazione del gruppo all'immediata vigilia del golpe (1967-1973) gli Inti-Illimani avevano sempre alternato dischi contenenti soprattutto brani legati al movimento della Nueva Canción Chilena (più esplicitamente politici) con dischi che guardavano alla tradizione musicale delle Ande e anche nei loro primi anni di esilio continuano questa alternanza decidendo quindi di pubblicare un disco apparentemente meno politico e meno legato alla cronaca di quei mesi.
All'interno della copertina è presente uno scritto, attribuito al gruppo, che spiega il senso di questa operazione e nel quale si legge, tra l'altro: 
Rispetto alle versioni originali, i brani differiscono soprattutto per una migliore qualità delle registrazioni, dovuta al personale e ai macchinari dei Vedette Records Sound Studios, dove registravano, e alle parti della quena eseguite da un diverso, e migliore, interprete (José Miguel Camus).

### Pubblicazione
Il disco fu pubblicato, in tempi diversi, in svariati paesi del mondo, sempre con identica track-list, ma con le copertine a volte cambiate e, in alcuni casi, anche con il titolo modificato.
All'interno del disco sono anche presenti delle brevi note introduttive per ognuno dei 12 brani che lo compongono unitamente ad alcuni dei testi cantati (tradotti in italiano e inglese).  Il brano qui intitolato Lamento del indio era stato precedentemente pubblicato dal gruppo con il titolo Los arados. 
Nella prima edizione il disco aveva come copertina l'immagine di un uomo andino nell'atto di suonare un flauto (forse una quena), alla fine degli anni settanta, quando la EMI acquisisce il catalogo italiano degli Inti-Illimani, il disco viene ristampato modificando completamente la grafica originale, all'immagine realistica dell'uomo andino viene sostituita quella (stilizzata in stile murales) di una figura umana che suona una specie di flauto di pan (forse dei sikus), inoltre il logo Inti-Illimani, in questa seconda edizione e a differenza della prima, viene scritto in maniera assai poco fedele all'originale. Questa nuova immagine comparirà in tutte le ulteriori ristampe, compresa quella che a metà degli anni novanta farà la CGD nel rieditare il disco in formato CD.

### Brani
- In  Dolencias,  il tiple arpeggia con ritmo lento e mesto, alternando la quinta e la fondamentale con note accentate. Il basso, all'unisono con il tiple, prende per la mano l'arpeggio in un cammino lento e pesante verso un canto dolce e lamentoso, il canto è preceduto dalla quena con una melodia propria e malinconica che si snoda inizialmente e si fissa sulle note acute come in un lamento disperato, segue una pausa riflessiva del tiple fermo sull'accordo di V grado che si innalza poi, sempre in tonalità maggiore, ad uno stato più articolato ma sempre riflessivo, durante il canto dolce di Max Berrù, il tiple fa da echo.
- Nella musica degli Inti Illimani troviamo spesso temi tristi e malinconici che vengono però esposti con motivetti allegri e spensierati, il Lamento del Indio ne è un esempio, un charango ridente e giocoso che si ripete agile su tre note, l'accompagnamento di chitarra in battere con il ritmo di sanjuanito ed il canto a due voci è marcato e sonoro imitato dalle quenas.
- Taita Salasaca esordisce con uno scrosciante arpeggio di tiple appoggiato dal ritmo del charango e dal basso di chitarra. L'introduzione si conclude con una vigorosa cadenza ed il canto è anche qui spensierato e spiritoso, lo stacco con i rondador non si discosta dal resto del brano le note svolazzano come spensierate e descrivono una evoluzione armonica che sostiene anche le strofe. Geniale l'uso della cadenza che capita sull'inizio della strofa dopo il ritornello.
- Papel de plata è un altro esempio di canzone al massimo della delicatezza e dell'amabilità, il charango imposta, come in punta di piedi, il tema su note dolci e tintinnanti, quindi lo stesso tema è cantato da Horacio Salinas prima e dai sikus dopo sempre con un andamento placato e tenero. Il brano quindi volge su un altro tema sempre eseguito dalla voce prima e dalla quena dopo per poi sovrapporsi al primo con ottimo effetto.
- Tinku è una graziosa canzone di un uomo che parla alla sua sposa, il ritmo del charango è continuo e leggero, il ritmo scandito dalle percussioni è semplice ed efficace, la armonia è essenziale e fortemente tradizionale. Il canto in lingua arcaica lascia poche possibilità di traduzione intuitiva ma rende benissimo la poetica con i giochi di parole ripetute ed invertite riconoscibili ed apprezzabili da chiunque e di qualunque madrelingua, il gioco delle parole invertite ricalca l'inversione delle note tra le strofe.
- Flor de Sancayo è uno dei pochi temi in cui vengono impiegati due charangos; canzone marcata e colorita, è introdotta con forza da tiple, charango e quenas, e fortemente sorretta da bombo e chitarra, le conclusioni delle strofe sono ben marcate dal rasgueado rapido del charango, l'armonia è resa forte dall'accordo del II grado maggiore prima della fondamentale minore.
- In Sicuriadas troviamo tutto il colore e l'espressività della musica tradizionale, una festosa corsa di note che inizia lentamente, con solennità, le sikus iniziano con tre note di accordo minore (si sente distintamente che sono due esecutori che si alternano). Il charango e il bombo irrompono a sorreggere il ritmo che si stabilizza in accelerando fino a sfociare in una frenetica danza accompagnata anche dal rullante cui si associa la quena dapprima sola su note acute e sensibili poi orchestrata assieme alle sikus su tempi sempre più stretti. Nel finale le ultime battute vengono ripetute e si arenano in suoni stridenti e dissonanti con un leggero rallentando.

## Tracce
1. Huajra (Atahualpa Yupanqui) – 3:48
2. Tema de la quebrada de Humahuaca (tradizionale) – 3:00
3. Dolencias (V.Valencia) – 3:10
4. Lamento del indio (Marco V. Bedoya) – 2:17
5. Taita salasaca (tradizionale) – 2:15
6. La mariposa (tradizionale) – 2:11
7. Tinku (tradizionale) – 3:28
8. Amores hallarás (tradizionale) – 2:01
9. Papel de plata (tradizionale) – 2:45
10. Flor de sancayo (tradizionale) – 2:33
11. Mis llamitas (Ernesto Cavour) – 2:48
12. Sicuriadas (tradizionale) – 3:10

Durata totale: 33:26

## Formazione
- Jorge Coulón
- Max Berrú
- Horacio Salinas
- Horacio Duran
- José Miguel Camus
- Josè Seves

### Collaboratori
- Olavarria-Garcia: disegno di copertina (prima edizione)

## Edizioni
- Italia:
  - I Dischi Dello Zodiaco, VPA 8227, 1975
  - EMI, 3C054-97803, 1979
  - Inti-Illimani/Errebiesse VRMLP 106, 1983
- Germania Ovest: Pläne Records, GP-0288, con il titolo Canto de pueblos andinos 1, 1978
- Spagna: Movieplay, 17.3010/4, 1981
- Messico: Discos Foton, LPF 002, 1975
- Messico: Orfeón, E-16-SO-5099, 1979
- Australia: World Club Record, R05392 (con il titolo Songs of the andean indians), 1976
- Giappone: EMI Odeon, EOS-80787, 1976
- USA: Monitor Records, MFS 787, 1976
- Ecuador: Fadisa, 710.088, 1976
- Francia: Disques Dom D-50012
- Francia: Pathé, 2C066 97.803, 1977
- Grecia: EMI, 14C 062-97803, 1980